# Langenhaus
Langenhaus ist ein Ortsteil von Remscheid am nördlichen Rande der Stadt und grenzt an Wuppertal. Er gehört zum Stadtbezirk Lüttringhausen.

## Lage
Die Straßenbebauung kennzeichnet die langgestreckte, straßendorfähnliche Ortschaft, die zwischen Grund, Westen und Ronsdorf liegt. Im Jahr 2015 stehen die Häuser Langenhaus Nr. 29, 31, 44, 46 sowie das Ehrenmal unter Denkmalschutz. Die Hofschaft umfasste ehemals eine Reihe von Bauernhöfen. 
Auch zwei Ausflugslokale gab es ebenso wie ein Lebensmittelgeschäft. Früher waren mehrere Kleinbetriebe hier angesiedelt. Heute ist es vor allem eine Fabrik für Werkzeuge und Felgenbäume, die hier im Gewerbebereich dominiert. Ferner haben einige Handwerksbetriebe hier ihren Sitz. Außerdem  gibt es ein Katzenhotel. Ansonsten überwiegt Wohnbebauung. Im Haus Nr. 46a befand sich lange Zeit eine Zangenfabrik, die Carl Hallenscheid 1902 gebaut hatte. 1908 kam das Vorderhaus (Nr. 46) als Kontor dazu, 1913 Jahre baute man eine zusätzliche Schmiede (Haus 46b) an. Jetzt wurde ein Wohnhaus daraus.

## Geschichte
Durch eine großzügige Stiftung wurde in Langenhaus an der Durchgangsstraße eine Gedenkstätte möglich. Otto Schmidt aus Elberfeld lieferte den Entwurf für das imponierende Monument mit Säulen aus Granit, das einen Stahlhelm, ein Seitengewehr und einen Lorbeerzweig am Sockel zeigt. 
Es wurde am 9. Juni 1923 eingeweiht und war zunächst den Gefallenen des Ersten Weltkriegs gewidmet. In den 1960er Jahren sammelte die Langenhauser Landwehr- und Kriegerkameradschaft im Schulbezirk Grund Spenden, um auf einer gusseisernen Tafel auch die Namen der Gefallenen des Zweiten Weltkriegs zu ergänzen.

## Busverkehr
Der Bürgerbus Remscheid bedient die Hofschaft.

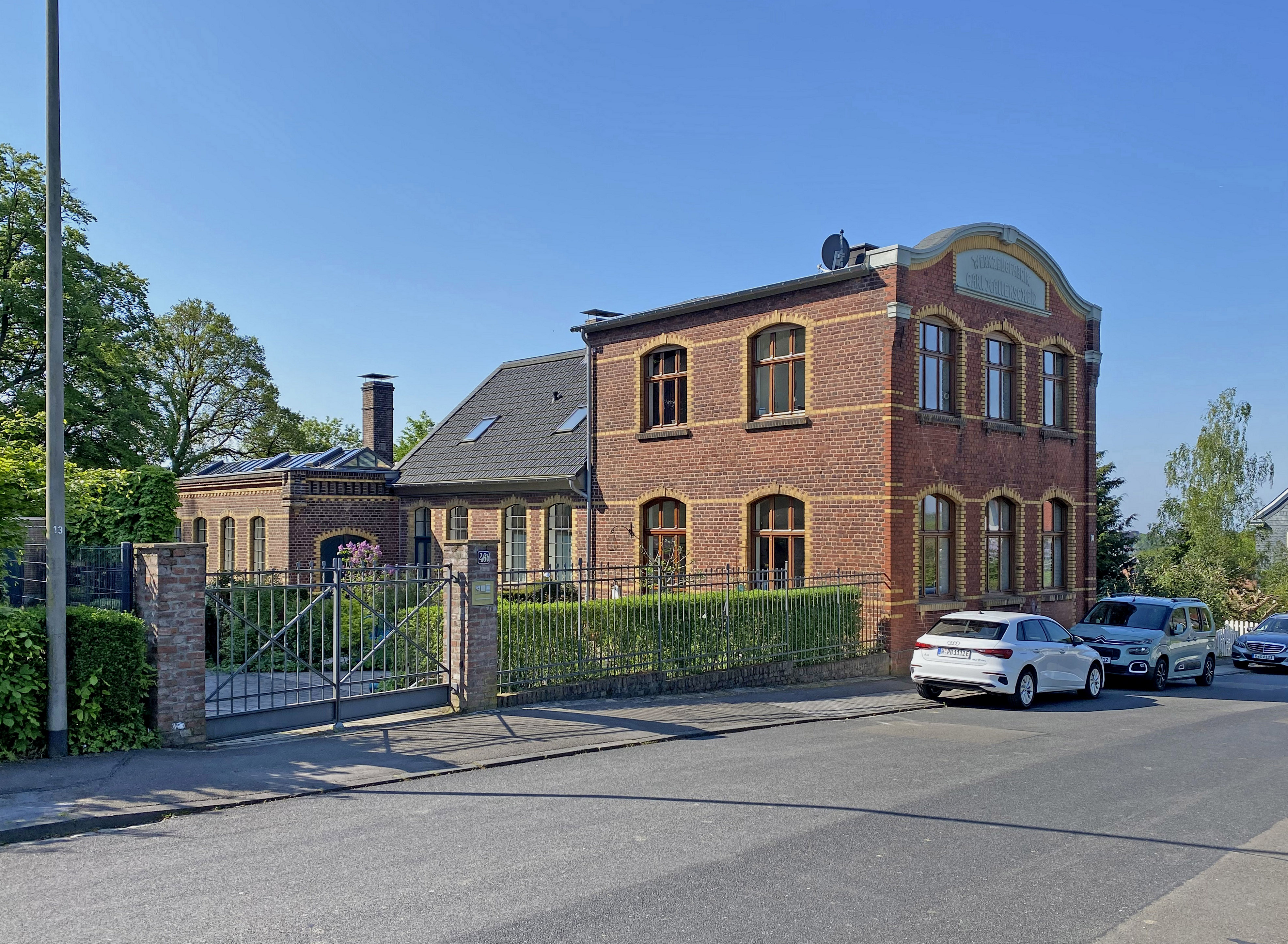
Baudenkmal ehem. Zangenfabrik Carl Hallenscheid Langenhaus 46
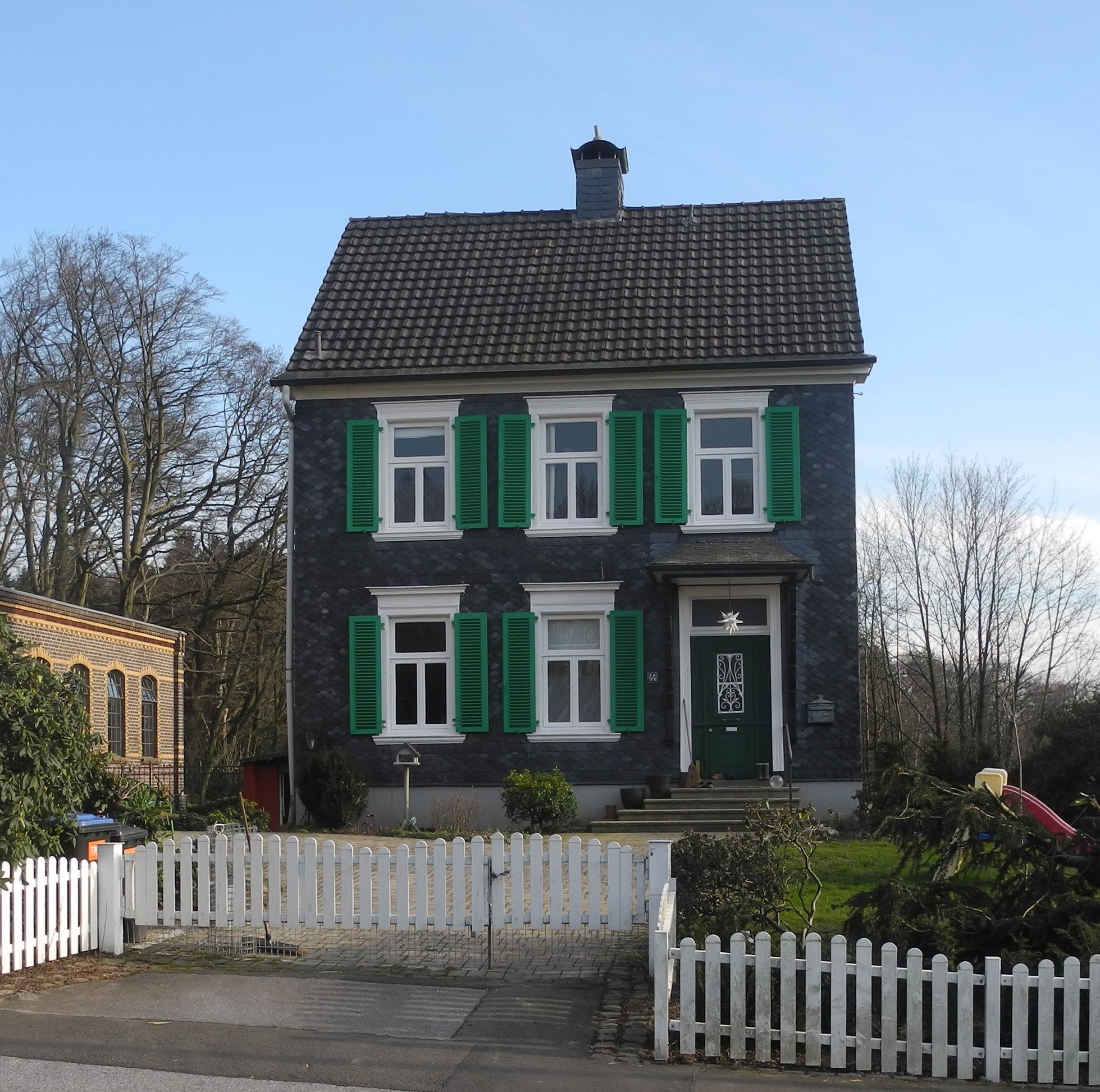
Baudenkmal Langenhaus 44
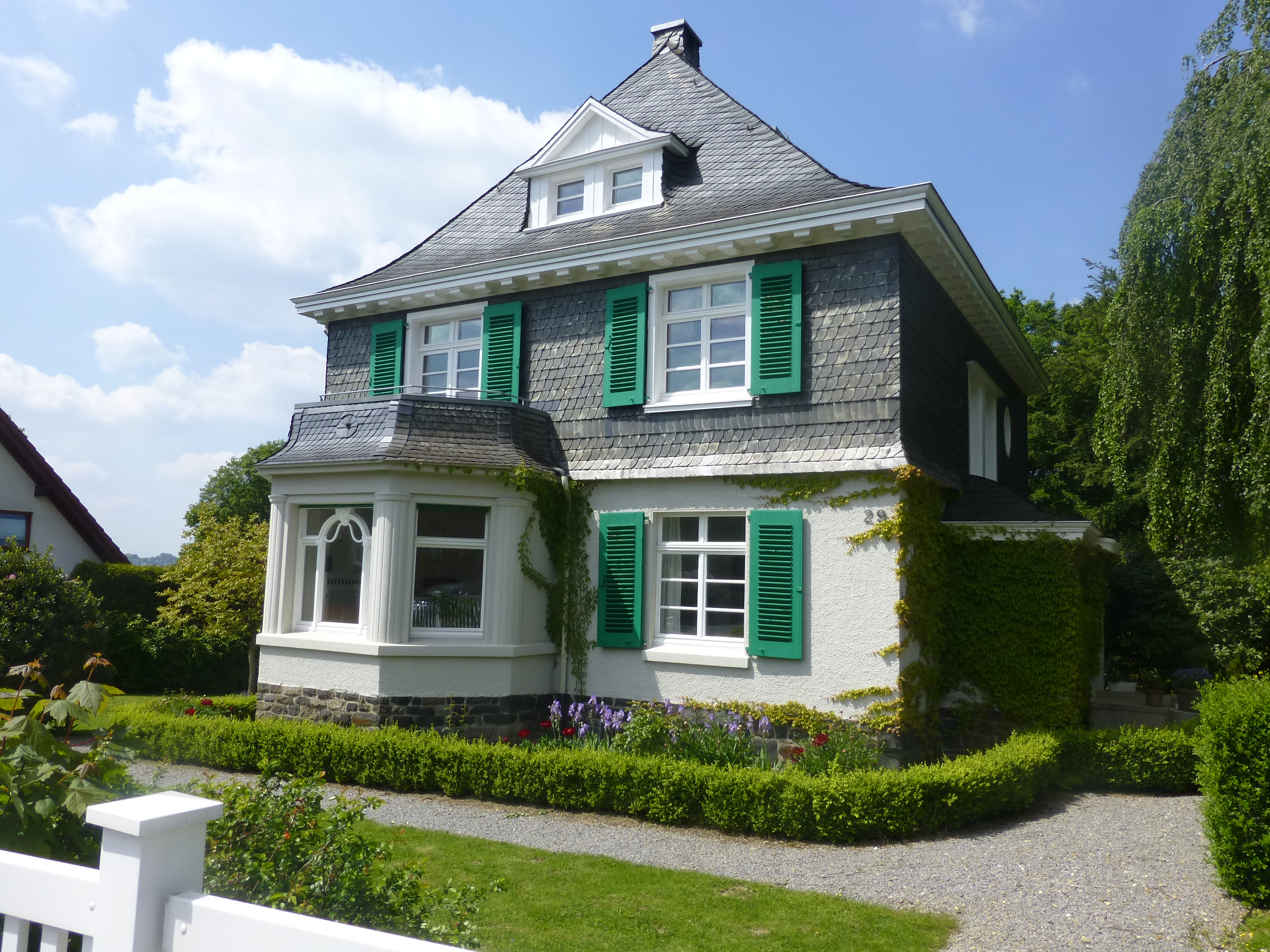
Baudenkmal Langenhaus 29
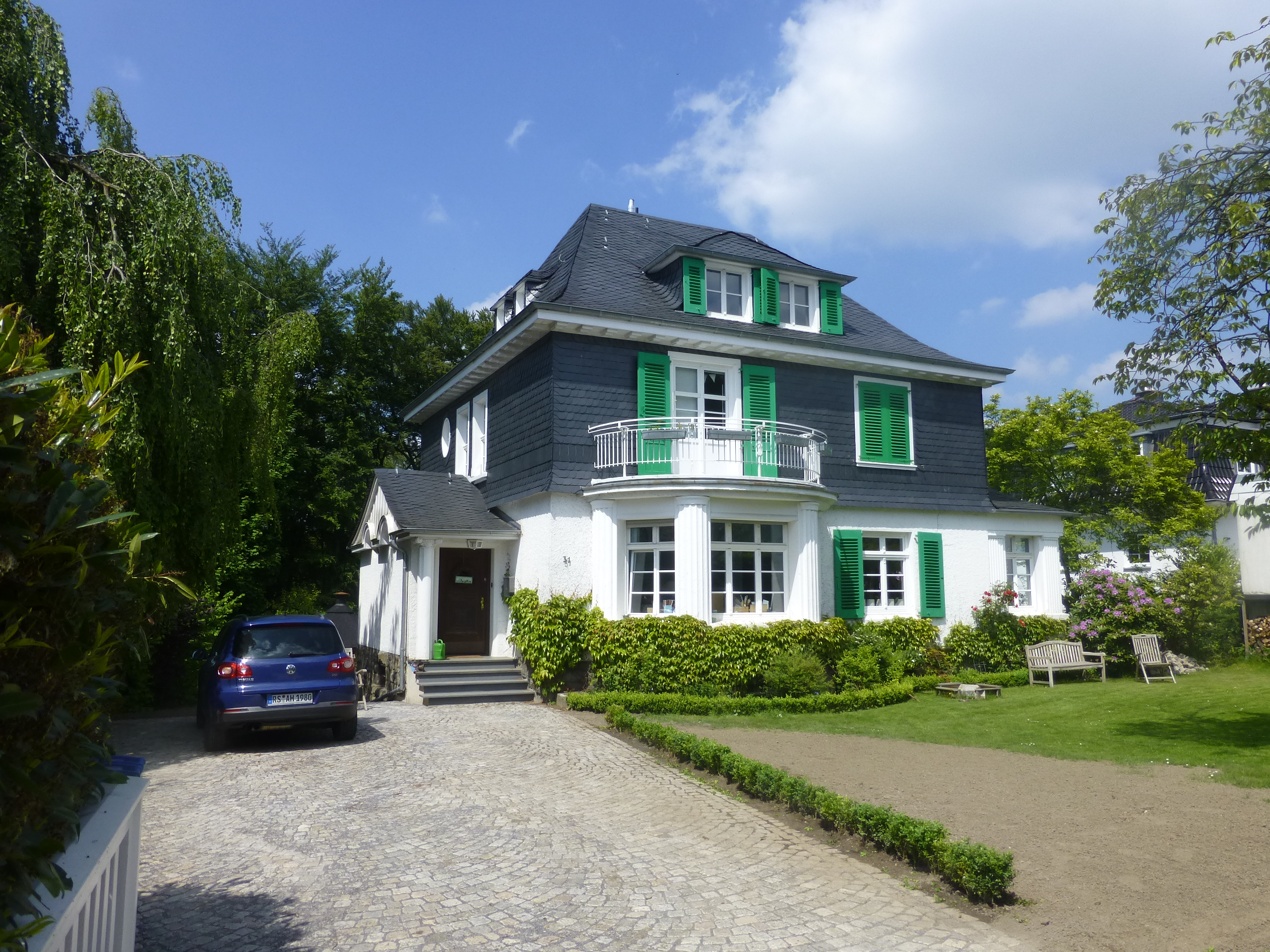
Baudenkmal Langenhaus 31
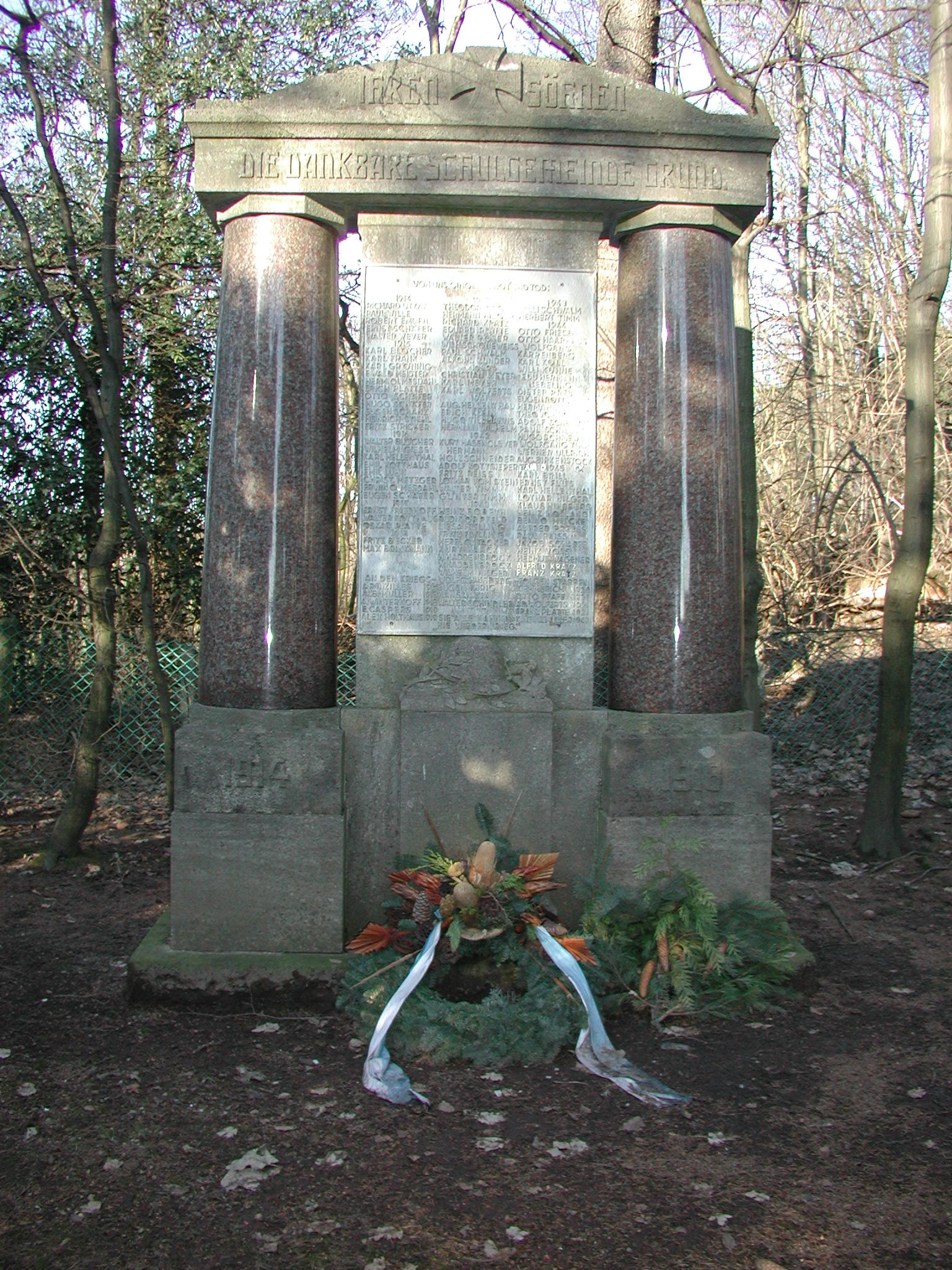
Ehrenmal in Langenhaus